# Bimal Roy
Bimal Roy (Ray) (ur. 12 lipca 1909 w Suapur w Dystrykcie Dhaka w Bengalu Wschodnim, zm. 7 stycznia 1966 w Bombaju) – indyjski reżyser filmowy.
W 1932 został asystentem kamerzysty, od 1943 zajmował się reżyserią. Tworzył realistyczne melodramaty z życia indyjskiego proletariatu, m.in. Dwa hektary ziemi (1953) i Więzień (1963).